# Leeds United F.C.
Leeds United Football Club là một câu lạc bộ bóng đá lâu đời ở Leeds, Tây Yorkshire, Anh. Câu lạc bộ hiện đang chơi tại Giải bóng đá Ngoại hạng Anh, giải đấu cao nhất trong hệ thống bóng đá Anh. Trong quá khứ, Leeds United từng là một câu lạc bộ rất mạnh và giàu thành tích, họ sỡ hữu nhiều tên tuổi nổi tiếng với phong cách chơi bóng bùng nổ và cống hiến. Đội đã vô địch giải hạng nhất Anh (giải Ngoại hạng hiện nay) năm 1969 và về nhì trong 3 mùa giải sau đó. Tại Cúp FA, Leeds thua Chelsea trong trận đá lại của trận chung kết năm 1970. Mùa giải sau, Leeds giành danh hiệu cao quý này nhưng tiếp tục nhận "trái đắng" trong mùa giải tiếp sau đó khi để đội bóng hạng nhì Sunderland đánh bại trong trận đấu cuối cùng với tỷ số 1-0.
Ở đấu trường châu Âu, Leeds cũng được xem là một "đại gia" với 2 chức vô địch Fairs Cup (bây giờ là Europa League) trong năm 1968 và 1971 và thua Celtic trong trận bán kết năm 1970, cùng với đó là lọt vào trận chung kết cúp C1 năm 1975, trận đấu họ đã để thua trước Bayern Munich với nhiều quyết định của trọng tài được cho là có lợi với đại diện nước Đức. Năm 2001, Leeds đã từng vào đến bán kết Champions League và bị loại bởi Valencia.
Huấn luyện viên Don Revie đã phát triển đội bóng trở thành một thế lực thực sự với việc thu thập nhiều cầu thủ tài năng vào thời điểm đó như Billy Bremner, Jack Charlton hay Norman "Bites Yer Legs" Hunter. Hàng công có sự góp mặt của những chân sút "chết chóc" là Allan Clarke và Mick Jones cùng Peter Lorimer, người được nhớ đến như là cầu thủ có nhiều pha dứt điểm hiểm hóc nhất. Hàng công này hợp cùng hàng tiền vệ với sự góp mặt của Johnny Giles, Eddie Gray và đội trưởng Bremner trở thành một bộ khung tấn công khủng khiếp vào thời điểm đó.

## Màu sắc và huy hiệu
Trong 15 năm đầu tiên của Leeds, bộ quần áo câu lạc bộ được mô phỏng trên áo sơ mi sọc xanh trắng của Huddersfield Town , quần đùi trắng và tất xanh đậm với các vòng màu xanh và trắng trên các vòng quay,  bởi vì chủ tịch của Huddersfield, Hilton Crowther là cố gắng hợp nhất hai câu lạc bộ. Cuối cùng, anh rời Huddersfield để đến tiếp quản tại Leeds.
Năm 1934, Leeds chuyển sang mặc áo hai dây màu xanh và vàng kết hợp quốc huy, quần đùi trắng và tất xanh với áo màu vàng. Bộ quần áo này được mặc lần đầu tiên vào ngày 22 tháng 9 năm 1934. Năm 1950, Leeds chuyển sang mặc áo sơ mi màu vàng với tay áo và cổ áo màu xanh lam, quần đùi màu trắng và tất đen, xanh lam và vàng. Năm 1955, Leeds lại đổi sang áo sơ mi màu xanh hoàng gia với cổ áo bằng vàng, quần đùi màu trắng và tất có vòng màu xanh và vàng, do đó giống với dải thành phố Leeds ban đầu. Năm 1961, Don Revie giới thiệu dải màu trắng trơn trong suốt.

### Huy hiệu
Huy hiệu đầu tiên của Leeds United xuất hiện vào năm 1934. Giống như Leeds City trước họ, câu lạc bộ đã sử dụng Quốc huy của Leeds, vẫn còn trên bộ dưới nhiều hình thức cho đến năm 1961. Trong một số mùa giải sau 1961–62, khi dải toàn màu trắng thay thế cho màu xanh và vàng, những chiếc áo thể thao không có huy hiệu nào cả.
Một huy hiệu cú đậu đã được thêm vào dải vào năm 1964. Thiết kế này là một bất ngờ trước sự mê tín của Revie về biểu tượng của các loài chim. Con cú có nguồn gốc từ ba con cú có đặc điểm trên quốc huy của thành phố, lần lượt được lấy từ quốc huy của Ngài John Savile, người thợ làm thịt đầu tiên của Leeds. Con cú thường có màu xanh nước biển, nhưng được tô màu vàng cho trận Chung kết Cúp Liên đoàn bóng đá năm 1968.
Từ năm 1971 đến năm 1973, Leeds sử dụng chữ "LUFC" chạy dọc xuống giữa huy hiệu hiện tại, mặc dù theo kiểu đường chéo chứ không phải theo chiều dọc như hiện nay. Kịch bản đã xuất hiện trở lại trên bộ Asics 'kiểu cổ điển' được sử dụng trong mùa giải 1995–96. Năm 1973 là hiện thân của hình ảnh những năm 1970 với huy hiệu "mặt cười" mang tính biểu tượng, được tạo thành từ các chữ cái L và U bằng cách viết bong bóng. Sự ưa chuộng mánh lới quảng cáo của Revie đi trước thời đại nhiều năm và được thực hiện với ý định rõ ràng là được công chúng bên ngoài West Yorkshire chấp nhận. Năm 1977, huy hiệu mặt cười được xoay 45° và màu vàng và xanh lam được đảo ngược. Mặt cười màu vàng trở lại vào năm sau, nhưng giờ đã được bao bọc trong một vòng tròn bao quanh bởi dòng chữ "LEEDS UNITED AFC".
Trong mùa giải 1978–79, một huy hiệu mới đã xuất hiện tương tự như của mùa giải trước, ngoại trừ dòng chữ "LEEDS UNITED AFC" kèm theo một con công cách điệu (liên quan đến biệt danh của câu lạc bộ, "Những con công") thay vì mặt cười màu vàng.
Năm 1984, một huy hiệu khác đã được giới thiệu kéo dài cho đến năm 1998, làm cho nó tồn tại lâu nhất trong kỷ nguyên hiện đại. Huy hiệu quả bóng và hoa hồng đặc biệt sử dụng màu xanh lam, vàng và trắng truyền thống, đồng thời kết hợp Hoa hồng trắng của York, tên câu lạc bộ và một quả bóng đá (một khối hình mặt cắt ngắn tương tự như Adidas Telstar, nhưng có màu của Leeds) trong phần cốt lõi.
Vào mùa giải 1998–99, logo câu lạc bộ được thay thế bằng thiết kế hình chiếc khiên mang phong cách “Châu Âu” hơn. Tấm chắn vẫn giữ lại hoa hồng trắng, cũng như các màu xanh lam, vàng và trắng, với chữ "LUFC" đọc dọc ở giữa. Năm 1999, huy hiệu đã được sửa đổi một chút trong đó quả bóng đá từ huy hiệu năm 1984 được thêm vào giữa bông hồng trắng.
Vào ngày 20 tháng 2 năm 2019, Leeds United đã tiết lộ một huy hiệu chủ yếu là màu vàng sẽ được đeo trên bộ đồ thi đấu của các cầu thủ trong mùa giải kỷ niệm một trăm năm của câu lạc bộ. Huy hiệu vẫn giữ nguyên thiết kế chiếc khiên hiện có, nhưng thay thế chữ "LUFC" bằng dòng chữ "LEEDS UNITED" ở trên và "100 YEARS" bên dưới chiếc khiên. Trên đỉnh cũng có ghi ngày "1919", năm câu lạc bộ được thành lập, cũng như kỷ niệm một trăm năm "2019".

## Nhà tài trợ
| Năm       | Nhà tài trợ trang phục | Nhà tài trợ chính      | Nhà tài trợ thứ hai | Nhà tài trợ tay áo |
| --------- | ---------------------- | ---------------------- | ------------------- | ------------------ |
| 1972–1973 | Umbro                  | không có               | không có            | không có           |
| 1973–1981 | Admiral                | không có               | không có            | không có           |
| 1981–1983 | Umbro                  | RFW                    | không có            | không có           |
| 1983–1984 | Umbro                  | Systime                | không có            | không có           |
| 1984–1985 | Umbro                  | WGK                    | không có            | không có           |
| 1985–1986 | Umbro                  | Lion Cabinets          | không có            | không có           |
| 1986–1989 | Umbro                  | Burton                 | không có            | không có           |
| 1989–1991 | Umbro                  | Topman                 | không có            | không có           |
| 1991–1992 | Umbro                  | Yorkshire Evening Post | không có            | không có           |
| 1992–1993 | Admiral                | Admiral Sportswear     | không có            | không có           |
| 1993–1996 | ASICS                  | Thistle Hotels         | không có            | không có           |
| 1996–2000 | Puma                   | Packard Bell           | không có            | không có           |
| 2000–2003 | Nike                   | Strongbow              | không có            | không có           |
| 2003–2004 | Nike                   | Whyte and Mackay       | không có            | không có           |
| 2004–2005 | Diadora                | Whyte and Mackay       | Rhodar              | không có           |
| 2005–2006 | Admiral                | Whyte and Mackay       | Rhodar              | không có           |
| 2006–2007 | Admiral                | Bet24                  | Empire Direct       | không có           |
| 2007–2008 | Admiral                | Red Kite               | OHS                 | không có           |
| 2008–2011 | Macron                 | Netflights             | OHS                 | không có           |
| 2011–2014 | Macron                 | Enterprise Insurance   | OHS                 | không có           |
| 2014–2015 | Macron                 | Enterprise Insurance   | Help-Link           | không có           |
| 2015–2016 | Kappa                  | không có               | Help-Link           | không có           |
| 2016–2017 | Kappa                  | 32Red                  | Clipper             | không có           |
| 2017–2019 | Kappa                  | 32Red                  | Clipper             | Southerns          |
| 2019–2020 | Kappa                  | 32Red                  | Clipper             | Deliveroo          |
| 2020–2021 | Adidas                 | Red Bull               | UNIBET              | JD Sports          |
| 2021–2025 | Adidas                 | Red Bull               | UNIBET              | Boxt               |

## Danh hiệu

### Quốc nội

#### Giải vô địch
- Giải vô địch quốc gia
  - Vô địch (3): 1968–69, 1973–74, 1991–92
  - Á quân (5): 1964–65, 1965–66, 1969–70, 1970–71, 1971–72
- Giải hạng nhất Anh
  - Vô địch (5): 1923–24, 1963–64, 1989–90, 2019–20, 2024-25
  - Á quân (3): 1927–28, 1931–32, 1955–56
  - Á quân play-off (3): 1986–87, 2005–06 , 2023-24
- Giải hạng nhì Anh
  - Á quân (1): 2009–10
  - Á quân play-off (1): 2007–08

#### Cúp
- Cúp FA
  - Vô địch (1): 1971–72
  - Á quân (3): 1964–65, 1969–70, 1972–73
- Cúp Liên đoàn
  - Vô địch (1): 1967–68
  - Á quân (1): 1995–96
- Siêu cúp Anh
  - Vô địch (2): 1969, 1992
  - Á quân (1): 1974

### Châu Âu
- European Cup/UEFA Champions League/Cúp C1
  - Á quân (1): 1974–75
- UEFA Cup Winners Cup/Cúp C2
  - Á quân (1): 1972–73
- Cúp Inter-Cities Fairs/Cúp C3
  - Vô địch (2): 1997–68, 1970–71
  - Á quân (1): 1966–67
  - Trophy play-off runners-up (1): 1971–72

## Cầu thủ

### Đội hình chính
Tính đến ngày 11 tháng 7 năm 2023
Ghi chú: Quốc kỳ chỉ đội tuyển quốc gia được xác định rõ trong điều lệ tư cách FIFA. Các cầu thủ có thể giữ hơn một quốc tịch ngoài FIFA.
| Số | VT | Quốc gia    | Cầu thủ                  |
| -- | -- | ----------- | ------------------------ |
| 1  | TM | Pháp        | Illan Meslier            |
| 2  | HV | Anh         | Luke Ayling (đội phó)    |
| 3  | HV | Tây Ban Nha | Junior Firpo             |
| 6  | HV | Scotland    | Liam Cooper (đội trưởng) |
| 7  | TV | Hoa Kỳ      | Brenden Aaronson         |
| 8  | TV | Tây Ban Nha | Marc Roca                |
| 9  | TĐ | Anh         | Patrick Bamford          |
| 10 | TV | Hà Lan      | Crysencio Summerville    |
| 11 | TV | Anh         | Jack Harrison            |
| 12 | TV | Hoa Kỳ      | Tyler Adams              |
| 13 | TM | Na Uy       | Kristoffer Klaesson      |

| Số | VT | Quốc gia    | Cầu thủ           |
| -- | -- | ----------- | ----------------- |
| 15 | HV | Bắc Ireland | Stuart Dallas     |
| 17 | TV | Angola      | Hélder Costa      |
| 18 | TV | Anh         | Darko Gyabi       |
| 19 | TĐ | Tây Ban Nha | Rodrigo           |
| 20 | TV | Wales       | Daniel James      |
| 21 | TV | Hà Lan      | Pascal Strijk     |
| 23 | TV | Colombia    | Luis Sinisterra   |
| 24 | TĐ | Pháp        | Georginio Rutter  |
| 25 | HV | Đan Mạch    | Rasmus Kristensen |
| 26 | TV | Anh         | Lewis Bate        |
| 29 | TĐ | Ý           | Wilfried Gnonto   |
| 30 | TĐ | Anh         | Joe Gelhardt      |
| 33 | HV | Na Uy       | Leo Hjelde        |
| 35 | HV | Anh         | Charlie Cresswell |
| 37 | TV | Anh         | Cody Drameh       |
| 39 | HV | Áo          | Maximilian Wöber  |
| 42 | TV | Anh         | Sam Greenwood     |
| 46 | TV | Anh         | Jamie Shackleton  |
| 47 | TV | Anh         | Jack Jenkins      |
| 63 | TV | Anh         | Archie Gray       |
| —  | TV | Anh         | Ian Poveda        |

### Cho mượn
Ghi chú: Quốc kỳ chỉ đội tuyển quốc gia được xác định rõ trong điều lệ tư cách FIFA. Các cầu thủ có thể giữ hơn một quốc tịch ngoài FIFA.
| Số | VT | Quốc gia    | Cầu thủ                                               |
| -- | -- | ----------- | ----------------------------------------------------- |
| 5  | HV | Đức         | Robin Koch (tại Eintracht Frankfurt đến hết mùa giải) |
| 7  | TV | Hoa Kỳ      | Brenden Aaronson (tại Union Berlin đến hết mùa giải)  |
| 14 | HV | Tây Ban Nha | Diego Llorente (tại Roma đến hết mùa giải)            |